# Спасибо жителям Донбасса
«Спаси́бо жи́телям Донба́сса за президе́нта-пидора́са» — фраза и футбольная кричалка, которая стала широко известной на Украине и в интернете с августа 2011 года. Кричалка оскорбляет бывшего президента Украины Виктора Януковича, уроженца Донецкой области. Она вызвала противоречивое отношение в украинском обществе, однако в Донбассе бурной реакции не произвела.

## Происхождение
Речёвка приобрела известность после того, как 7 августа 2011 года на футбольном матче в Киеве между киевским «Динамо» и львовскими «Карпатами» болельщики киевской команды начали скандировать эту кричалку. Видеоролик об этом событии на сайте YouTube просмотрело более полутора миллионов пользователей. Фраза появилась в результате «творческого осмысления» песни фронтмена группы «Разные люди» Александра Чернецкого «Простите, парни из Донбасса…» о президенте Ющенко.

## Противодействие силовых структур Украины
По словам Андрея Кореневского, организатора ассоциации болельщиков киевского «Динамо», фанаты, скандировавшие данную фразу, испытывали давление со стороны милиции. Он заявил, что фанаты вызывались в милицию, сотрудники которой допрашивали их и изучали списки контактов в мобильных телефонах, называя это «профилактической работой». Сам Кореневский связал это непосредственно с выкрикиванием антипрезидентского лозунга.

### Дело ProstoPrint
Вскоре после этого директор и владелец компании ProstoPrint Денис Олейников, посчитав, что слогану «Спасибо жителям Донбасса» будет сопутствовать коммерческий успех, начал выпуск футболок и другой сувенирной продукции с надписью, содержащей текст кричалки. В результате футболки и прочие сувениры с нанесёнными на них вариациями этой кричалки появились в продаже в интернет-магазинах и на Майдане Незалежности в центре Киева.
6 сентября 2011 года в офисе компании «ProstoPrint» Управление по борьбе с экономическими преступлениями произвело обыск в рамках расследования дела, связанного с подделкой сувенирной продукции Евро-2012, а 20 сентября арестовало серверы, на которых хранились макеты футболок с нанесёнными на них надписями «Спасибо жителям Донбасса».
15 сентября бойцы спецподразделения «Беркут» разогнали ярмарку на Майдане Незалежности, торговавшую сувенирной продукцией с надписями «Спасибо жителям Донбасса». Торговцы заявляли, что сувенирная продукция отбиралась. Киевская милиция заявила, что препятствовала незаконной реализации сувенирной продукции Евро-2012.
19 сентября Денис Олейников заявил, что его жизни грозит опасность в связи с выпуском его фирмой продукции с этой фразой, а допрашивавшие сотрудницу фирмы «ProstoPrint» следователи угрожали её изнасиловать. Вечером того же дня молодой человек Андрей Орест, находившийся на улице Киева в футболке с надписью «Спасибо жителям Донбасса», был остановлен двумя неизвестными, которые потребовали от молодого человека немедленно снять футболку. Андрей Орест отказался, тогда в Ореста был произведён выстрел, пуля прошла насквозь через его ладонь. Представители МВД Украины отказались открывать уголовное дело по факту ранения Ореста, заявив, что молодой человек сам проткнул себе руку, работая с перфоратором. Медицинская экспертиза, однако, опровергла заявление украинской милиции, подтвердив огнестрельный характер ранения.
21 сентября Олейников сообщил на своей странице социальной сети «Facebook», что он и его семья покинули Украину, так как их жизням угрожала опасность.

## Этические и политические оценки
Николай Левченко, будучи в то время секретарём Донецкого горсовета, предположил, что речёвку придумали за границей:
Президент Янукович сегодня политик всеукраинского масштаба — в 2010 за него в Центральной и Западной Украине отдали в два раза больше голосов, чем на выборах 2004 года, когда его кампания в президенты действительно носила региональный оттенок. <…> А человек, который выдумывал эту фразу, он мыслит категориями и стандартами 2003—2004 гг.
Публицист Александр Володарский писал, что кричалку «взяли на вооружение все критики президента Виктора Януковича — от радикальных националистов до либералов», а также заявил:
Обвинять Донбасс в Викторе Януковиче — так же глупо, как обвинять Западную Украину в Викторе Ющенко, Центральную Украину — в Леониде Кучме и Юлии Тимошенко. Практически все регионы уже приводили своих ставленников к власти, и каждый раз результат разочаровывал всех.
Денис Олейников, получив политическое убежище в Хорватии, в интервью 2013 года рассказал:
Это была контраверсийная фраза, и в своё время она пробудила к жизни дискуссию и заставила людей на Востоке задуматься. И люди в Донбассе начинают понимать, что они ошиблись, как ошиблись мы, когда голосовали за Ющенко. А история с футболками малую толику в это внесла.
Журналист Андрей Манчук посчитал, что популярность кричалки «свидетельствует о том, что национал-либеральная буржуазия, желающая представить себя альтернативой» режиму Януковича, на самом деле намерена всё так же делить украинцев «по регионально-культурному признаку — чтобы обеспечить стабильность социального угнетения жителей Донецка и Киева, которых сталкивают между собой лбами эти лукавые и постыдные лозунги».
Кричалка «Спасибо жителям Донбасса» заняла третье место по запросам в поисковой системе Google согласно рейтингу событий года Zeitgeist 2011.